# Récital 1953 au Théâtre de l'Étoile
Albums de Yves Montand
Yves Montand chante ses dernières créations Yves montand chante ses derniers succès
Récital 1953 au Théâtre de l'Étoile est le premier double-album de récital en public d'Yves Montand publié en 1954 par Odeon.

## Édition originale de1954

### Style de l'album
- chanson française, poèmes mis en musique, valse, swing, jazz.
- récital, music-hall